# 塔维尔·亚特·乌姆尔
塔维尔·亚特·乌姆尔(Tawil-at'Umr)，别名太古永生者(The Most Ancient and Prolonged of Life)，是美国小说家霍华德·菲利普·洛夫克拉夫特所创造的克苏鲁神话中的旧日支配者之一。
塔维尔·亚特·乌姆尔的名字也可拼作乌姆尔·亚特·塔维尔('Umr at-Tawil)，它是犹格·索托斯的化身之一，常表现为一个人形的剪影，披着微光的面纱。
和犹格·索托斯的另一个化身，暴怒的亚弗戈蒙(Aforgomon)相比，塔维尔·亚特·乌姆尔一般对人类更加和善、仁慈。